# مجزرة داريا
مجزر داريا هي مجزرة ارتكبت بمدينة داريا الواقعة غرب العاصمة دمشق خلال الانتفاضة السورية، وبلغ عدد ضحاياها قرابة اكثر من 700 شخصاً.

## خلفية
كانت مدينة داريا نقطةً ساخنةً للثوار الذين كانوا يُنظّمون تظاهراتٍ بين الفينة والأخرى للمطالبةِ بإسقاط الحكومة. تسبّب نشاط سُكّان المدينة في اعتقال المئات منهم، كما أجبر العُنف الذي جابهت بهِ القوات النظاميّة تلك المظاهرات السكان المحليّين على حملِ السلاح.
قبل المجزرة بشهرين تقريبًا، انسحبت الشرطة واستخبارات الدولة من البلدة قبل أن يتمكّن 3000 مقاتل من الجيش السوري الحر من بسطِ سيطرتهم على تلك المنطقة التي اعتُبرت موقعًا استراتيجيًا كونها كانت تقعُ على حافة المطار العسكري في المزة والذي كان يُستخدم في الضربات الجوية على المناطق التي تُسيطر عليها القوات المناهضة للحكومة.
أفاد السكان المحليون بأن قوات المعارضة قد نجحت عبر قذائف هاون وصواريخ متنوّعة أخرى في قصفِ قاعدةٍ مهمّةٍ للنظام انطلاقًا من مدينة داريا، وقبل أيامٍ قليلةٍ من المجزرة قالَ الثوار إنهم قتلوا 30 جنديًا عندما هاجموا نقطة تفتيشٍ عسكرية خارج البلدة.
بحسبِ روايات السكان المحليين فإنّ الهجوم على البلدة بدأ بعد فشل محادثات تبادل أسرى بين الثوار والجيش. بحلول العشرين من آب/أغسطس 2012 بدأ التمهيدُ للعمليّة عبر قصف داريا ثم دخل مئات الجنود مدعومين بطائرات هليكوبتر ومدرعات إلى المدينة حيثُ لم يواجهوا أيّ مقاومة تُذكر. انسحبت آخر جماعةٍ للمعارضة في مواجهة التقدم العسكري للنظام وأبدى بعض النشطاء في صفوفِ المعارضة تخوّفهم من أن يتمّ إعدام شبان يُشتبه في كونهم مقاتلين في صفوف الجيش الحر أو باقي الفصائل التابعة له.

## المجزرة
أفاد الناشط معتصم الخطيب من مدينة داريا في 26 من آب أنه تم العثور على 221 جثة في أنحاء المدينة في اليوم التالي، منها 122 في مسجد سليمان الديراني الذي لجأ إليه الأهالي عقب القصف، فحاصرته القوات النظامية وصفَّتهم. وقد تمكن الأهالي - حسب المرصد السوري لحقوق الإنسان - من التعرف على هوية 80 من الضحايا. وقد قالت لجان التنسيق المحلية في سوريا إن الفرقة الرابعة من الجيش السوري هي التي نفّذت عملية الاجتياح والقتل، وأنها - عقب اقتحام المدينة - قامت بمداهمة منازل الأهالي وتصفيتهم داخلها رمياً بالرصاص. وبالإضافة إلى القتلى في المسجد، هناك 36 من الضحايا قتلوا في أحد الأبنية السكنية، و20 آخرين بنيران القناصة.
وبحسب المراسل البريطاني روبرت فيسك الذي زار موقع المجزرة واستقى معلوماته من شهود عين من سكان البلدة، فقد بدأت عملية الإعدام عقب اقتحام فشل عملية مفاوضة لإطلاق سراح مساجين بين الجيش السوري الحر والقوات النظامية في مدينة داريا. بادر الجيش الحر بحملة إعدامات شملت المتعاطفين مع الحكومة السورية ومن ثم انتشرت ليذهب ضحيتها عدة مئات من المدنيين كذلك.